# Cortiçô
Cortiçô is een plaats (freguesia) in de Portugese gemeente Fornos de Algodres en telt 180 inwoners (2001).